# Georg Franke (Intendant)
Georg Franke (* 28. November 1947; † 14. April 2024) war ein deutscher Intendant. Er war als langjähriger Leiter der Studiobühne Köln tätig.

## Leben
Franke ging in Düsseldorf zur Schule. Er übernahm Anfang der 1970er Jahre die in den 1920er Jahren gegründete Bühne der Theaterwissenschaft. 1974 überführte er zusammen mit der Universität zu Köln das Theater in ein Universitätstheater als zentraler Einrichtung der Universität, die die Studiobühne als offenes kulturelles Zentrum unterhält. Unter seiner Leitung prägte die Studiobühne als experimentelles Theaterhaus auch die freie Kölner Theaterszene mit und wurde zum Gastspielort für professionelle Theatergruppen aus dem In- und Ausland. Er gründete die Theaterszene Europa als bi-nationales Festival der Studiobühne, welches in Köln Gruppen aus jeweils einem europäischen Nachbarland und einheimische Theatergruppen zusammenbringt. 2009 gab er die Leitung der Studiobühne auf, die Dietmar Kobboldt übernahm.
1979 gründete Georg Franke zusammen mit Jürgen Flimm, dem damaligen Intendanten des Kölner Schauspielhauses, die Kölner Theaterkonferenz als Interessenvertretung von mehr als 50 freien, privaten und städtischen Theatern in Köln. Franke war bis 2000 deren Vorsitzender. In dieser Funktion ermöglichte er eine eigene städtische Förderung der freien Theaterszene.

## Auszeichnungen (Auswahl)
- 2008: Kölner Ehrentheaterpreis[6]